# 클루브 네칵사

클루브 네칵사(Club Necaxa)는 멕시코의 축구 클럽으로 아과스칼리엔테스주 아과스칼리엔테스를 연고로 한다. 현재는 리가 MX에 참가하고 있다. 1923년에 창단 되었으며 2003년에 연고지를 멕시코시티에서 아과스칼리엔테스로 이전하여 오늘에 이른다.

## 주요 성적

### 멕시코 국내 대회
- 리가 MX 3회 우승 (1994-95, 1995-96, 1998 동계)
- 아센소 MX 4회 우승 (클라우수라 2009, 비센테나리오 2010, 아페르투라 2014, 클라우수라 2016)
- 코파 멕시코 3회 우승 (1959-60, 1965-66, 1994-95)

### 국제 대회
- CONCACAF 챔피언스리그 1회 우승 (1999)

## 선수 명단

### 현역
참고: FIFA 자격 규정에 따라 소속된 국가대표팀 국기를 표시합니다. 선수는 복수의 FIFA 비회원국 국적을 가지고 있을 수 있습니다.
| 번호 | 포지션 | 국적 | 이름              |
| ---- | ------ | ---- | ----------------- |
| 10   | MF     |      | 호세 파라델라     |
| 11   | MF     |      | 에리베르토 후라도 |

| 번호 | 포지션 | 국적     | 이름            |
| ---- | ------ | -------- | --------------- |
| 22   | GK     |          | 에세키엘 운사인 |
| 27   | FW     | 콜롬비아 | 디베르 캄빈도   |

## 역대 감독
| 감독                 | 임기      |
| -------------------- | --------- |
| 호세 로카            | 1984      |
| 카예타노 레          | 1987~1988 |
| 우고 산체스          | 2006      |
| 하이메 로사노        | 2022      |
| 루이스 파디야 (대행) | 2024      |